# ヒバリのこころ
「ヒバリのこころ」は、日本のロックバンド・スピッツの楽曲。1991年3月25日にポリドールよりデビューシングルとして発売。

## 概要
1stアルバム『スピッツ』と同時発売で、シングルに収録の2曲は同作にも収録された。
PVは竹内鉄郎が監督。映像中の風景は茨城県の田舎でバスを走らせながら撮影された。なお、このPV制作のために、竹内は大学の卒業単位を落としたというエピソードがある。
2000年6月28日にマキシシングルとして再発売されたが、2006年に『CYCLE HIT』が発売されたことに伴い廃盤となった。

## 収録曲
| 全編曲: スピッツ。 |                    |           |           |      |
| #                  | タイトル           | 作詞      | 作曲      | 時間 |
| 1.                 | 「ヒバリのこころ」 | 草野正宗  | 草野正宗  | 4:21 |
| 2.                 | 「ビー玉」         | 草野正宗  | 草野正宗  | 4:42 |
| 合計時間:          | 合計時間:          | 合計時間: | 合計時間: | 9:03 |

### 楽曲解説
1. ヒバリのこころ
新宿ロフトを拠点として活動していたインディーズ時代からのレパートリーで、本作ではリアレンジされた上でレコーディングされた音源が収録された[3]。メジャーデビュー前にも二度レコーディングされており、1stアルバム『スピッツ』にもシングルとは異なる音源で収録された（詳細は『バージョン違い』を参照）。
現在でもライブでセットリスト入りすることの多い楽曲である。
1998年にNHK「長野冬季五輪」CMソングとして使用された。
2. ビー玉

## 演奏
- 草野マサムネ: Vocals, Guitars, Harmonica（#2）
- 三輪テツヤ: Guitars
- 田村明浩: Bass
- 﨑山龍男: Drums

ヒバリのこころ
- 矢代恒彦: Hammond B3 Organ

ビー玉
- 矢代恒彦: Harmonium

## 「ヒバリのこころ」のバージョン違い
- デモ音源
レコード会社ポリドールと契約する約1年前、同社からのプレゼンにより、1989年9月に「僕はジェット」と同時にレコーディングされたデモ音源。メジャーデビュー版とは歌詞が二箇所異なっている。ポリドール契約後、「僕はジェット」と共にリミックスされ、業界用プロモーションCDとして配布された。

- インディーズアルバム収録テイク
メジャーデビュー1年前の1990年3月21日に発売されたインディーズアルバム『ヒバリのこころ』収録テイク。アレンジは前述のデモ・バージョンとほぼ同じだが、歌詞が一箇所だけメジャーデビュー版と同じものに変更されている。

- 1stアルバム収録テイク
シングルと同時発売された1stアルバム『スピッツ』収録テイク。リズムパターンやギターソロ、歌詞などが変更されたほか、フェードアウトの開始位置がシングル収録テイクと異なる。

## 収録アルバム
ここではメジャーデビュー以降の作品のみを記載する。
ヒバリのこころ
- スピッツ
- CYCLE HIT 1991-1997 Spitz Complete Single Collection

ビー玉
- スピッツ